# هاهوت
هاهوت (به مجاری:  Hahót) یک منطقهٔ مسکونی در مجارستان است که در زالا واقع شده‌است.